# Estat major

Insígnia de l'Estat Major Conjunt de la Defensa (EMACON)

A les forces armades, l'estat major és el grup d'oficials que compleixen tasques d'administració, logística i planejament sota la direcció d'un oficial de rang superior. Estan encarregats d'assessorar tècnicament als caps superiors, distribuir les ordres impartides per aquests i supervisar el seu compliment.
L'estat major compleix funcions assessores a nivell de planejament i d'execució. En el primer aspecte, està encarregat de recopilar la informació necessària per procedir a la presa de decisions. En el segon, ha de generar les ordres oportunes perquè una missió determinada sigui abordada amb les majors garanties d'èxit, ha d'assegurar els mecanismes per a la transmissió d'aquestes ordres a la tropa, i fer un seguiment continu d'aquestes, vetllant sempre pel bon fi de la missió.
També ha de preparar plans d'actuació per a possibles contingències futures. A les forces armades modernes, a més dels estats majors de cada arma funciona un estat major Conjunt, encarregat de coordinar el suport a les operacions bèl·liques de les tres forces armades: armada, exèrcit i força aèria.
El sistema data de finals del segle xviii. Abans d'aquesta data, les tasques de coordinació es duien a terme segons les necessitats del cas, sense que existissin unitats específicament destinades a aquest efecte. En 1795, el general francès Louis-Alexandre Berthier va organitzar per primera vegada un estat major en l'exèrcit destinat a la guerra contra Itàlia. Quan Napoleó Bonaparte es va fer càrrec de la força l'any següent, va poder apreciar els avantatges tàctiques que proporcionava un sistema rigorós i constant d'informació i supervisió, i el va adoptar per a l'organització de la seva caserna general.
Cap a la mateixa època, l'exèrcit prussià va implantar un sistema similar, destinant oficials tècnics expressament formats a aquest efecte per auxiliar als comandaments. Als seus funcions aviat es van afegir les d'intel·ligència militar i planificació de contingències. Poc després, es va introduir la pràctica de rotar oficials entre funcions de comandament i d'estat major. A partir de 1806, l'Acadèmia Militar Prussiana va començar a impartir formació específica als oficials d'estat major.